# Linnanmäki
Koordinaten: 60° 11′ 18″ N, 24° 56′ 25″ O

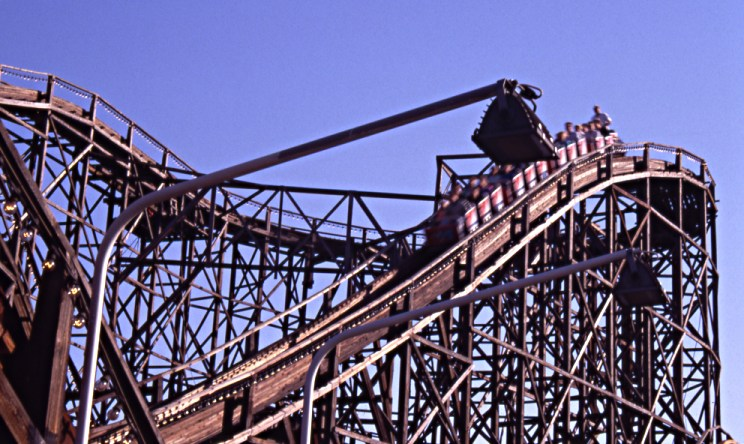
Holzachterbahn Vuoristorata

Blick von Töölö über die Bucht Töölönlahti auf Linnanmäki

Linnanmäki (schwed. Borgbacken) ist ein Freizeitpark in Helsinki. Der Park, dessen Name so viel wie Burghügel bedeutet, wird umgangssprachlich auch Lintsi genannt und befindet sich auf einem Hügel im recht nah am Stadtzentrum gelegenen Stadtteil Alppiharju.
Der am 27. Mai 1950 eröffnete Park wird von dem Kinderhilfswerk Lasten Päivän Säätiö betrieben, einem Wohltätigkeitsverein, der sich 1956 aus anfänglich sechs gründenden Organisationen gebildet hat.
Linnanmäki ist von April bis September geöffnet. Es wird kein Eintritt erhoben; für die Fahrgeschäfte muss man Einzeltickets oder als Tagesticket fungierende Armbänder erwerben.
Im August 2006 begrüßte der Park seinen 50-millionsten Besucher; pro Jahr betreten deutlich über eine Million Menschen den Park.

## Attraktionen
In Linnanmäki gibt es etwa 40 Fahrgeschäfte verschiedener Größe. Am bekanntesten ist die bereits 1951 gebaute Holzachterbahn Vuoristorata. Weitere Attraktionen sind der Freifallturm Raketti, das 34 Meter hohe Riesenrad Rinkeli mit 24 Gondeln, der Top Spin Kieputin und die 2007 eröffnete Achterbahn Kirnu.
Der Watercoaster Vonkaputous von Premier Rides wurde entfernt und für die Saison 2019 durch einen Launch Coaster von Intamin Rides namens Taiga ersetzt.
Angegliedert an den Park sind das Aquarium Sea Life sowie das Peacock Teatteri, in dem Musicals gezeigt werden.

### Achterbahnen
| Name             | Typ                                  | Hersteller      | Eröffnungsjahr | Bemerkungen | Ref.                 |
| ---------------- | ------------------------------------ | --------------- | -------------- | --- | -------------------- |
| Kirnu            | Wing Coaster, Spinning Coaster       | Intamin         | 2007           | Siehe Hauptartikel.                                                                                            | [ 1 ] [ 2 ] [ 3 ]    |
| Linnunrata eXtra | Dunkelachterbahn, Familienachterbahn | Zierer Rides    | 2000           | Fuhr bis 2003 als Space Express und von 2004 bis 2015 als Linnunrata. Sie wurde in einem Wasserturm errichtet. | [ 4 ] [ 5 ]          |
| Pikajuna         | Powered Coaster                      | Mack Rides      | 1990           | Fuhr bis 2003 als City Express.                                                                                | [ 6 ] [ 7 ]          |
| Salama           | Spinning Coaster                     | Maurer Rides    | 2008           | | [ 8 ] [ 9 ]          |
| Taiga            | Launched Coaster                     | Intamin         | 2019           | Siehe Hauptartikel.                                                                                            | [ 10 ] [ 11 ] [ 12 ] |
| Tulireki         | Stahlachterbahn                      | Mack Rides      | 2004           | Siehe Hauptartikel.                                                                                            | [ 13 ] [ 14 ]        |
| Ukko             | Stahlachterbahn                      | Maurer Rides    | 2011           | Nach dem gleichnamigen Gott benamt.                                                                            | [ 15 ] [ 16 ]        |
| Vuoristorata     | Holzachterbahn                       | Valdemar Lebech | 1951           | Siehe Hauptartikel.                                                                                            | [ 17 ] [ 18 ]        |

#### Ehemalige Achterbahnen
| Name                  | Typ                           | Hersteller       | Eröffnungsjahr | Schließungsjahr | Bemerkungen                                                  | Ref.   |
| --------------------- | ----------------------------- | ---------------- | -------------- | --------------- | ------------------------------------------------------------ | ------ |
| Katapultti            | Stahlachterbahn mit Inversion | Schwarzkopf GmbH | 1992           | 1993            | Fuhr vorher von 1985 bis 1988 als Katapult in Morey's Piers. | [ 20 ] |
| Kiddie Roller Coaster | Kinderachterbahn              | unbekannt        | 1971           | 1989            |                                                              | [ 21 ] |
| Vonkaputous           | Wasserachterbahn              | Premier Rides    | 2001           | 2017            | Siehe Hauptartikel.                                          | [ 22 ] |